# 亚历山大·弗拉德连诺维奇·马丁年科

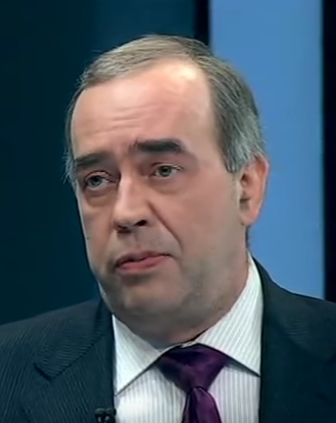
奧历山大·马爾特嫩科

亚历山大·弗拉德连诺维奇·马丁年科（羅馬化：Oleksandr Vladenovych Martynenko；1960年8月22日—2024年5月28日），乌克兰媒体总监和记者。自烏克蘭國際文傳電訊社于1992年成立至1998年和2003年起一直担任该公司的董事。他曾于1998年至2002年間担任乌克兰总统辦公室副主任和乌克兰時任总统列昂尼德·库奇马的新闻秘书。